# Heinrich August Peters
Heinrich August Peters (* vor 1754 vermutlich in Braunschweig; † nach 1764 ebenda) war ein deutscher Steinbildhauer.

## Leben und Werk
Peters übernahm nach dessen Tod die Werkstatt seines Vaters, des Steinbildhauers Johann Heinrich Peters in Braunschweig. Der Sohn bezeichnet sich in einem Schreiben im Jahre 1754 als einzigen Bildhauer Braunschweigs. Er erhielt unter anderem 1758 Aufträge von den Grafen von Bückeburg und von Kloster Derneburg. Des Weiteren lieferte er 1764 Dekorationen für den Ferdinandsbau der Burg_Dankwarderode. Im selben Jahr musste Peters wegen Unterschlagung aus Braunschweig fliehen, andererseits wurde er in einer Schrift von 1764 noch als Hofbildhauer bezeichnet.
Den Sarkophag aus Alabaster in der Krypta des Braunschweiger Domes für den bei Soor am 30. November 1745 gefallenen Herzog Albrecht, einem Bruder des Braunschweiger Herzogs Karl I., den der Vater entworfen hatte, wurde vermutlich von Heinrich August Peters fertig- und aufgestellt. Er schuf den Giebel und das Giebelfeld der Herzoglichen Kammer, den Johann Heinrich Oden nach der Flucht von Peters fertigstellen musste. Für den Eingang zur Kreisdirektion (1765) in Braunschweig werden ihm wegen seines Verlassens von Braunschweig lediglich die Karyatiden zugeschrieben. Belegt ist, dass Peters 1761 am Sandweg in einem herrschaftlichen Haus in Braunschweigs eine Kartonfabrik anlegte, aus der das vergoldete Brustbild von Herzog Karl I. stammt, das im heutigen Landesmuseum in Braunschweig aufbewahrt wird.